# 루트비히 포이어바흐
루트비히 안드레아스 폰 포이어바흐(독일어: Ludwig Andreas von Feuerbach, 1804년 7월 28일 ~ 1872년 9월 13일)는 독일 철학자이자 인류학자이다. 유명한 법학자인 파울 요한 안젤름 리터 폰 포이어바흐의 넷째 아들이다.

## 생애

### 교육
포이어바흐는 하이델베르크 대학교에 성직의 길로 들어설 목적으로 입학했다. 카를 다우프(Karl Daub) 교수의 영향으로 그는 당시의 유력했던 헤겔의 철학에 흥미를 가졌고, 아버지의 반대에도 불구하고 베를린 대학교에 등록하여 헤겔 밑에서 배우려고 했다. 2년간의 제자 생활이 끝난 이후, 헤겔의 영향력은 점점 사라져갔다. 포이어바흐는 청년 헤겔파에 가입했는데, 이 단체는 헤겔 좌파로도 불렸으며 헤겔 철학의 급진적인 갈래들을 종합했다. 현존하는 서양 문화와 제도적 형태를 의미하는 역사를 통해 헤겔의 정신의 변증법적 진보를 해석하면서, 특히 기독교는 폐기하려 했다. 그가 친구에게 쓴 편지에서 "신학에서는 내가 더 이상 공부할 것이 없다. 나는 자연을 내 마음속에 담기를 갈망하고, 그 자연은 신실한 신학자가 그 깊이를 움츠러들기 전의 것이다. 그리고 자연인으로써 인간은 완전한 본질을 갖는다." 이 편지는 포이어바흐의 변화를 엿볼 수 있는 열쇠이다. 그는 에를랑겐대학교에서 자연 과학 학위를 취득했다.

### 초기 저술
포이어바흐의 최초의 책은 익명으로 출판된 《죽음과 불멸에 대한 고찰 (Gedanken über Tod und Unsterblichkeit, 1830)》으로 여기서 그는 개인의 불사불멸을 비판하며 스피노자가 말한 자연법칙의 재흡수에서의 불멸성을 지지한다. 그가 주장한 원리들은 그의 대중연설에서의 당황해 하는 태도와 함께 맞물려 학술적 논의에서 제외된다. 포이어바흐는 《근세철학사(Geschichte der neueren Philosophie, 1833-1837)》, 《아벨라르와 엘로이즈(Abelard und Heloise,1834)》 등을 저술하면서 몇 년간 분투한 뒤 1837년 결혼하여 뉘른베르크 인근의 브루크베르크(Bruckberg)에 있는 한 시골에 작은 도자기 공장을 갖고 있는 부인의 돈으로 생계를 이어 나간다.
이 시기에 쓴 저술들인 《피에르 벨(Pierre Bayle, 1838)》과 《철학과 기독교 (Philosophie und Christentum, 1839)》에서 포이어바흐는 신학에 대해 깊이 다루고 있는데, 여기서 "고정된 관념에 불과한 기독교는 사실 오래전에 이성적 측면에서나 인류의 삶의 측면에서나 사라졌다는 것을" 증명해냈다고 주장한다.

### Das Wesen des Christentums (기독교의 본질)
많은 비판을 받은 그의 주요 저작인 《기독교의 본질》(독일어: Das Wesen des Christentums, 1841)은 1853년 조지 엘리엇이 영어로 번역하였고, 이외에도 프랑스어, 스페인어, 러시아어 등으로 번역되었다. 이 저술의 목표는 간단히 말하면 신학에 인간성을 부여하는 것이라 할 수 있다. 그는 인간은 그가 이성적인 한에서는 자기 스스로를 자신의 사고의 대상으로 할 수 있다고 주장했다.
| “ | 종교는 무한에 대한 의식(意識)이다. 그러므로 종교는 "의식의 무한에 대한 의식에 지나지 않는다. 또한 무한에 대한 의식에 대해서는, 의식하는 주체는 자신의 객관에 따라 자기 본성의 무한성을 지니고 있다. | ” |

포이어바흐의 주제는 신의 창조물은 신의 일부로 남아 있고, 동시에 신은 그 창조물보다 위대하다는 헤겔의 명상적인 신학에서 온 것이다. 학생이었을 때 포이어바흐는 자신의 이론을 헤겔에게 보여주었으나, 헤겔은 그것에 대해 긍정적 답변을 주지 않았다.

#### 1부
책의 1부에서 포이어바흐는 "종교의 진실 혹은 인류학적 본질"을 주제로 내용을 전개한다. 그는 "오성(悟性)을 지닌 존재로서" 또는 "법적이고 도덕적인 존재로서", "사랑으로서" 등등의 여러 측면에서 신을 다룬다. 포이어바흐는 인간이 지성의 능력을 신의 것으로 보았기 때문에 어떻게 인간이 신보다도 의식적인 존재가 될 수 있는지 논의한다. 인간은 많은 것을 생각하면서 자기 스스로에 대해 알게 된다. 포이어바흐는 모든 측면에서 신은 인간 본성의 욕구나 특징에 대응한다고 했다. 그는 만약 인간이 신 안에서 만족을 찾으려 한다면, 신 안에서 자기 자신을 찾아야 한다고 주장했다.
그러므로 신은 인간에 지나지 않는다. 말하자면 신은, 인간의 내적 본성을 외부로 투사(projection)한 것이다. 신과 초월적인 존재는 인간의 자비심의 측면에 의존하며, 이 투사를 포이어바흐는 만들어진 환상이라고 표현하였다. 포이어바흐는 "자비롭지도, 공정하지도, 현명하지도 않은 신은 신이 아니다"라고 설명하며, 이 특징들은 그들의 신심 깊은 관계 때문에 갑자기 신적인 것으로 나타나지는 않는다고 한다. 인간이 지성을 갖추고 있고 신성함의 의미를 종교에 적용시키지만 종교가 인간 자체를 신성하게 만들어주지 않는다는 것을 보여주는 이 특징들은 그 자체가 신성하기 때문에 신을 신성하게 만들어준다.
종교로 이끄는 힘은 비록 신적인 형태에 신성함을 부여하나, 포이어바흐가 설명하기로는 신은 모든 형태의 인간으로 완전히 행동하는 존재이다. 신은 "[인간의] 구원의 원리이며, [인간의] 좋은 성질과 행위를 가지며, 그 결과로 [인간의] 선한 원리와 본성을 지닌다." 이것은 인간으로 하여금 그들 종교의 우상에게 특성을 부여하게 하는데, 이런 특성이 없을 때에 신이라는 상징은 단지 하나의 대상에 불과하게 되고 신의 중요성은 쓸모없어지며 더 이상 신의 존재에 대한 감각은 존재하지 않을 것이기 때문이다. 그러므로 포이어바흐가 말하기를, 인간이 신에서 모든 특성들을 제거한다면 "신은 인간에게 이제 부정적인 존재가 될 따름이다." 덧붙여 인간은 상상력이 풍부하기 때문에, 신은 특성을 부여받고 매력적인 존재가 된다. 신의 존재를 창안함으로써 신은 인간의 일부가 되었다. 그럼에도 불구하고, "신은 스스로 존재하는 무욕구의 자기충족적 존재"이기 때문에 인간과 신은 서로 갈라져 상관이 없게 된다.

#### 2부
책의 2부에서 그는 "종교의 거짓 혹은 신학적인 본질"에 대해 이야기하는데, 다시 말하자면 인간에 비하여 신을 분리된 존재로 보는 시각이다. 그러므로 여러 가지 잘못된 신앙들이 나타난다. 예를 들어 도덕 관념을 해칠 뿐 아니라 인간의 가장 신성한 감정인 진리에 대한 감각을 망치고 파괴하는 계시에 대한 신앙이나, 성만찬과 같은 성사(聖事,Sacrament)에 대한 믿음은 "미신과 부도덕으로 필연적으로 귀결되는" 종교적인 물질주의의 한 단면으로 다가온다.
2부에서는 이전의 설명을 철회하는 것처럼 보이는 것이 요점이다. 포이어바흐는 신이 유일하게 하는 것은 "도덕성과 인간의 영원한 구원이다. 그러므로 인간은 사실 자기 자신이 목적일 따름이다."라고 주장하는데, 인간의 행위들은 신에게 놓여있기 때문이다. 포이어바흐는 인간은 자신의 개인성을 포기하고 이를 이번에는 이기적인 존재인 신에게 맡긴다고 주장하는데, 여기서 이전의 자기 주장과 모순이 생긴다. 이러한 신의 이기성은 인간을 자극하여 인간이 사악하고 타락하게 되도록 투사하는데, 이리하여 인간이 "선할 수는 없고", "선한 존재"는 오직 신밖에 없다. 이런 방법으로 포이어바흐는 신을 숭배함으로써 인간에게 일어나는 단절을 보여줌으로써 자신의 초기 주장들을 뒤엎는다. 포이어바흐는 "신으로 의인화된" 선함이 신을 대상으로 만들었다고 단언하는데, 만일 신이 대상이 아니라면 신을 의인화하기 위해 아무것도 필요하지 않기 때문이다. 대상들로서의 관점은 이전부터 논의되어 왔다. 그런 점에서 인간은 대상들을 생각하며 그 대상들 자체가 인간을 외면화하는 개념을 던져준다. 그러므로 만약 신이 선하다면 인간이어야 하는데 신은 대상이므로 신은 단지 인간을 외면화한 것이기 때문이다. 그러나 종교는 인간이 본래부터 부도덕하다고 한다. 포이어바흐는 만약 "만약 나의 정신이 미적으로 타락한 절대적인 존재라면 내가 훌륭한 그림의 아름다움을 인식할 수 있을 것인가?"라는 가능성을 물음으로써 자신의 모순을 줄이려고 했다. 포이어바흐의 추론에 따르면 이것은 불가능할 것이나 가능하고, 후에 인간은 아름다움을 발견할 능력이 있다는 것을 기술한다.

#### 출간당시 비평
1844년 막스 슈티르너가 포이어바흐에 대한 신랄한 비판을 하였다. 그의 책인 《유일자와 그의 소유》(Der Einzige und sein Eigentum)에서 그는 포이어바흐의 무신론에 모순점이 많은 것을 공격한다. 여러 책들의 부분들 중에 있는 포이어바흐의 답변과 슈티르너의 답변에 대한 답변은 유익한 논쟁을 보여준다.

### "1848년" 이후
1848년에서 1849년 사이 정치적 격동기인 독일 3월 혁명이 진행되는 동안 포이어바흐는 종교적 정통주의를 비판하여 혁명파의 영웅이 되었다. 그러나 그는 실제로 정치에 참여하지는 않았고 따라서 정치적 지도력을 가지지도 않았다. 프랑크푸르트 국민의회 시기에 그는 하이델베르크에서 종교에 관한 공공 강연을 했다. 의회가 문을 닫았을 때 그는 브루크베르크로 돌아가 과학적 연구와 자신의 논문인 《신족 계보학 (Theogonie,1857)》의 연구에 몰두한다.
1860년 도자기 공장의 실패로 포이어바흐는 브루크베르크를 떠나야만 했고, 그는 공적인 기부금을 받는 친구들의 도움에 의지해 궁핍한 삶을 살아야 했다. 1866년 그의 마지막 책인 《신성, 자유, 그리고 불멸 (Gottheit, Freiheit und Unsterblichkeit, 1866)》를 출판했다. 몰락의 긴 세월 이후, 그는 1872년 9월 13일 사망했다. 그는 뉴른베르크에 화가 알브레히트 뒤러와 같은 묘지에 매장되었다.

### 영향
카를 마르크스(Karl Marx)와 프리드리히 엥겔스(Friedrich Engels)는 포이어바흐의 무신론에 크게 영향을 받았으나, 포이어바흐의 유물론에 대한 모순된 태도에 대해서는 비판하기도 하였다.

## 같이 보기
- 포이어바흐 테제
- 루트비히 포이어바흐와 독일 고전철학의 종말

## 저서
- De ratione una, universali, infinita (1828). Ghent.
- Gedanken über Tod und Unsterblichkeit (1830).
- Geschichte der Neuern Philosophie; von Bacon von Verulam bis Benedict Spinoza (1833). University of Michigan.
- Abälard Und Heloise, Oder Der Schriftsteller Und Der Mensch (1834).
- Kritik des Anti-hegels (1835). 2nd edition, 1844. University of Michigan; University of Wisconsin.
- Geschichte der Neuern Philosophie; Darstellung, Entwicklung und Kritik der Leibnitz'schen Philosophie (1837). University of Wisconsin.
- Pierre Bayle (1838). University of California.
- Über Philosophie und Christenthum (1839).
- Das Wesen des Christenthums (1841). 2nd edition, 1848. NYPL.
  - (English) The Essence of Christianity (1854). Tr. Marian Evans. St. Mary's. 2nd edition, 1881. Oxford.
- Grundsätze der Philosophie der Zukunft (1843). Gallica.
- Vorläufige Thesen Zur Reform Der Philosophie (1843).
- Das Wesen des Glaubens im Sinne Luther's (1844). Harvard.
- Das Wesen der Religion (1846). 2nd edition, 1849. Stanford.
- Erläuterungen Und Ergänzungen Zum Wesen Des Christenthums (1846).
- Ludwig Feuerbach's sämmtliche Werke (1846-1866).
  - Volume 1, 1846. Gallica; NYPL.
  - Volume 2, 1846. Gallica.
  - Volume 3, 1847. Gallica; NYPL. 1876, Oxford.
  - Volume 4, 1847. Gallica; Oxford.
  - Volume 5, 1848. Gallica; NYPL.
  - Volume 6, 1848. Gallica; NYPL.
  - Volume 7, 1849. Gallica; Oxford.
  - Volume 8, 1851. Gallica; NYPL.
  - Volume 9, 1857. Gallica; NYPL.
  - Volume 10, 1866. Gallica; NYPL.
- Ludwig Feuerbach in seinem Briefwechsel und Nachlass (1874). 2 volumes. Oxford. Vol. 1. NYPL. Vol. 2. NYPL.
- Briefwechsel zwischen Ludwig Feuerbach und Christian Kapp (1876). Harvard; Oxford.